# 宇田悠斗
宇田 悠斗(うだ ゆうと、1997年5月10日 - ）は、日本の男性総合格闘家。愛媛県出身。総合格闘技道場HOPE所属。
不動産会社に勤務、役職は課長。

## 来歴
中学時代に部活動で柔道を経験し、県大会で準優勝。当初は格闘家になるつもりはなく、亡くなった父の影響で競艇選手になるための体力作りを目的として、19歳に総合格闘技道場HOPEに入門する。しかし、初めてジムを訪れ修斗グローブをつけた時に「ボートレースをやっている場合じゃない」と運命を感じ、その後は総合格闘技に熱中する。
アマチュアでは12戦を経験して10勝を挙げ、2018年に全日本アマチュア修斗選手権で優勝する。
2019年4月に修斗でプロデビュー。3連続KO・一本勝利を挙げるなどして、2019年修斗フライ級新人王を獲得した。
2022年3月20日、RIZIN初参戦となるRIZIN.34にてZSTフライ級王者の竿本樹生と対戦し、1-2の判定負けを喫し初黒星となった。
2022年9月11日、DEEP TOKYO IMPACT 2022 5th ROUNDのDEEPフライ級グランプリ1回戦で島袋チカラと対戦し、1Rに肘打ちによるTKO勝ちを収め、2回戦に進出した。
2022年12月11日、DEEP 111 IMPACTのDEEPフライ級グランプリ2回戦で村元友太郎と対戦し、左フックでダウンを奪いサッカーボールキックでTKO勝ちを収め、準決勝に進出した。
2023年2月11日、DEEP 112 IMPACTのDEEPフライ級グランプリ準決勝で福田龍彌と対戦し、0-5の判定負けを喫し準決勝敗退となった。

## 戦績

### プロ総合格闘技
| 総合格闘技 戦績 | 総合格闘技 戦績 | 総合格闘技 戦績 | 総合格闘技 戦績 | 総合格闘技 戦績 | 総合格闘技 戦績 | 総合格闘技 戦績 |
| --------------- | --------------- | --------------- | --------------- | --------------- | --------------- | --------------- |
| 10 試合         | (T)KO           | 一本            | 判定            | その他          | 引き分け        | 無効試合        |
| 7 勝            | 4               | 1               | 2               | 0               | 1               | 0               |
| 2 敗            | 0               | 0               | 2               | 0               | 1               | 0               |

| 勝敗 | 対戦相手   | 試合結果                               | 大会名                                                                 | 開催年月日     |
| ×    | 福田龍彌   | 5分3R終了 判定0-5                      | DEEP 112 IMPACT 【DEEPフライ級グランプリ準決勝】                       | 2023年2月11日  |
| ○    | 村元友太郎 | 1R 2:26 TKO（左フック→サッカーキック） | DEEP 111 IMPACT 【DEEPフライ級グランプリ2回戦】                        | 2022年12月11日 |
| ○    | 島袋チカラ | 1R 3:07 TKO（肘打ち）                  | DEEP TOKYO IMPACT 2022 5th ROUND 【DEEPフライ級グランプリ1回戦】       | 2022年9月11日  |
| ×    | 竿本樹生   | 5分3R終了 判定1-2                      | RIZIN.34                                                               | 2022年3月20日  |
| ○    | 清水清隆   | 5分3R終了 判定3-0                      | 修斗 2021 Vol.3                                                        | 2021年5月16日  |
| ○    | 宮城友一   | 5分3R終了 判定3-0                      | 修斗 闘裸男×FORCE                                                      | 2020年12月13日 |
| △    | 西村大地   | 5分2R終了 判定1-0                      | 修斗 2020 Vol.4                                                        | 2020年7月12日  |
| ○    | 津田麗茉   | 1R 0:37 KO                             | 修斗「FORCE12」 【2019年度新人王決定トーナメント決勝戦】               | 2019年12月15日 |
| ○    | ターカー   | 2R 2:26 リアネイキッドチョーク         | 修斗 THE SHOOTO OKINAWA vol.2 【2019年度新人王決定トーナメント準決勝】 | 2019年11月3日  |
| ○    | 當房桂     | 1R 1:45 KO                             | 修斗 【2019年度新人王決定トーナメント1回戦】                           | 2019年4月7日   |

## 獲得タイトル
- 第25回全日本アマチュア修斗選手権 フライ級 優勝（2018年）
- プロフェッショナル修斗新人王トーナメント優勝